# Яковлева Марія Йосипівна
Марія Йосипівна Яковлева (18 квітня 1918, тепер Дніпропетровська область — ?) — українська радянська діячка, новатор сільськогосподарського виробництва, агроном колгоспу імені Леніна Межівського району Дніпропетровської області. Депутат Верховної Ради УРСР 5-го скликання.

## Біографія
Народилася у селянській родині.
З початку 1950-х років — агроном, головний агроном колгоспу імені Леніна села Новогригорівки Межівського району Дніпропетровської області.
Член КПРС. Делегат ХХІІ з'їзду КПРС (1961 року).
Потім — на пенсії у селі Новогригорівці Межівського району Дніпропетровської області.

## Нагороди
- орден Леніна
- медалі
- медаль «За трудову доблесть» (26.02.1958)
- почесна Грамота Президії Верховної Ради УРСР (7.03.1960)